# Gargerät
Als Gargerät bezeichnet man unterschiedliche Geräte und Ausrüstungen in Küchen. Sie dienen der thermischen Zubereitung (Garen) von Lebensmitteln. Im Alltag unterscheiden sie sich stark, je nach Anwendungsart, -ort und der Tradition der jeweiligen Anwender.

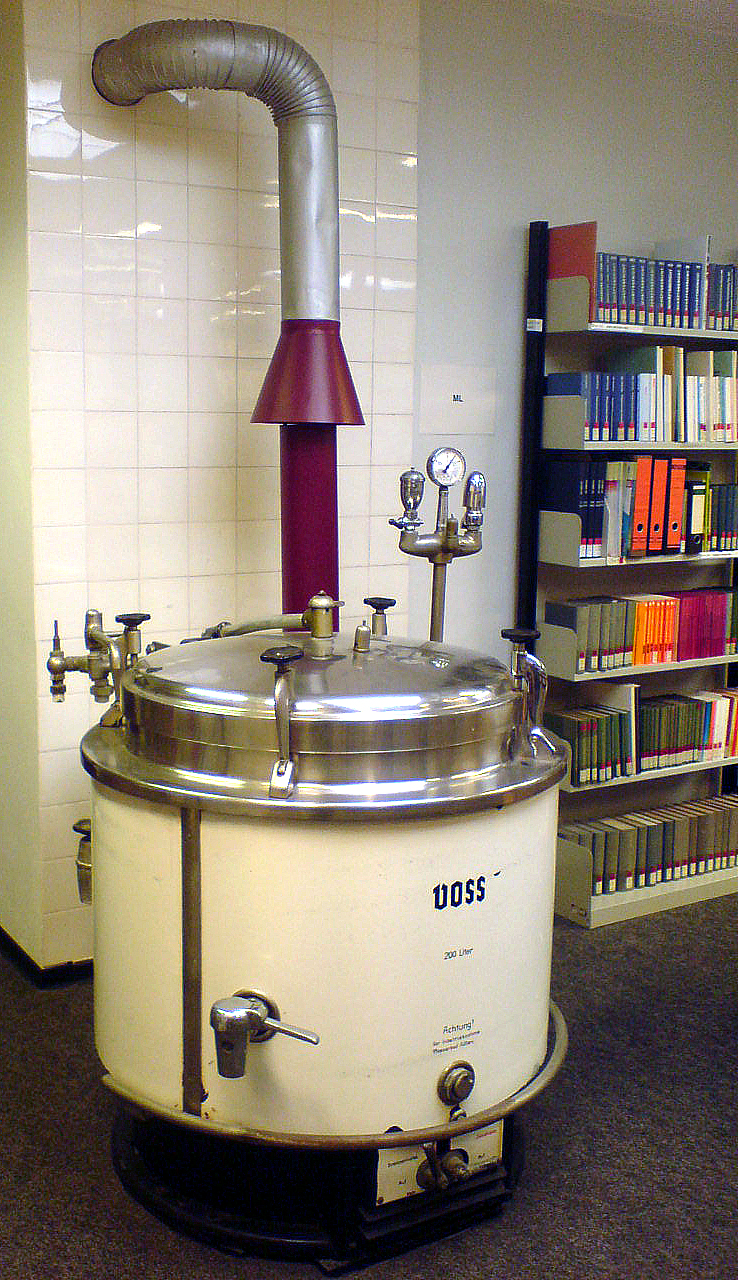
Ein Dampfkochtopf

Man unterscheidet folgende Gruppen:
Universalgeräte
Herde wie Elektroherd und Gasherd
Kochkessel
wobei hier Kochkessel mit eigener Wärmezufuhr gemeint sind und Kochgeräte (z. B. Hockerkocher)
Dampfgeräte und Druckdämpfer
Schnellkochtopf mit eigener Wärmezufuhr und Dampfschnellgargerät
Brat- und Backgeräte
Kippbratpfanne, Backofen, Brat- und Grillplatten, Bratmaschinen, Barbecue-Smoker
Fritteusen
Grills und Röstgeräte
Salamander, Schwenkgrill, Spießgrill, Infrarotgrill, Kontaktgrill, Griddleplatte, Toaster
Spezial-Gargeräte
Mikrowellenherd, Räuchergerät